# Platform as a service
Platform as a Service (PaaS) of Application Platform as a Service (aPaaS) is een vorm van cloudcomputing die als dienst wordt aangeboden, en biedt een platform aan waarmee klanten applicaties kunnen ontwikkelen, uitvoeren en beheren zonder de complexiteit van het bouwen en onderhouden van de infrastructuur die hier doorgaans mee samengaat.

## Ontwikkeling en gebruik
PaaS kan op drie manieren worden geleverd:
- als een publieke clouddienst van een provider, waarbij de consument de software uitrolt met minimale configuratie-opties, en waarbij providers de overige diensten zoals netwerk, servers, opslag, besturingssysteem (OS), database en middleware levert (bijv. Java-runtime, .NET runtime, integratie, enz. .) om de toepassing van de consument aan te bieden.
- als een privédienst (software of apparaat) achter een firewall.
- als software die wordt ingezet op een publieke infrastructuur als een dienst.

De oorspronkelijke opzet van PaaS was om het programmeerproces voor ontwikkelaars te vereenvoudigen, waarbij de infrastructuur en de bewerkingen door de PaaS-provider worden afgehandeld. Oorspronkelijk bevonden alle PaaS-diensten zich in de openbare cloud. Omdat veel bedrijven niet alles in de openbare cloud wilden hebben, werden private en hybride PaaS-opties (beheerd door interne IT-afdelingen) gemaakt.
PaaS biedt een omgeving voor ontwikkelaars en bedrijven om applicaties te maken, te hosten en te implementeren, waardoor ontwikkelaars worden beschermd tegen de complexiteit van de infrastructuurzijde (het opzetten, configureren en beheren van elementen zoals servers en databases). PaaS kan de snelheid van het ontwikkelen van een app verbeteren en de consument in staat stellen zich op de toepassing zelf te concentreren. Met PaaS beheert de consument applicaties en gegevens, terwijl de provider (in een publieke PaaS) of IT-afdeling (in een privé PaaS) runtime, middleware, besturingssysteem, virtualisatie, servers, opslag en netwerken beheert. Ontwikkeltools die door de leverancier worden verstrekt, worden aangepast aan de behoeften van de gebruiker, die ervoor kan kiezen om de software zelf te onderhouden of door de leverancier te laten onderhouden.
Het PaaS-aanbod kan ook faciliteiten omvatten voor het ontwerpen van toepassingen, het ontwikkelen van toepassingen, testen en inzetten, evenals diensten zoals teamsamenwerking, webservice-integratie en serialisatie, database-integratie, beveiliging, schaalbaarheid, opslag, aanhouding, statusbeheer, versiebeheer, applicatie-instrumentatie en facilitering van ontwikkelaarsgemeenschappen. Naast de servicetechnische aspecten omvat PaaS mogelijkheden voor servicemanagement, zoals monitoring, workflowbeheer, ontdekking en reservering.